# (73932) 1997 QD5
(73932) 1997 QD5 – planetoida z pasa głównego asteroid okrążająca Słońce w ciągu 5,47 lat w średniej odległości 3,1 j.a. Odkryta 25 sierpnia 1997 roku.